# Franz Babinger
Franz Babinger (Weiden in der Oberpfalz, 15 gennaio 1891 – Durazzo, 23 giugno 1967) è stato uno storico e turcologo tedesco, specializzato in storia ottomana.
È meglio conosciuto per la sua biografia del Sultano ottomano Mehmed II il Conquistatore (Fatih), originariamente uscita col titolo Mehmed der Eroberer und seine Zeit. Una traduzione italiana fu curata col titolo Maometto il Conquistatore e il suo tempo dalla casa editrice torinese Einaudi (1957).

## Vita
Babinger nacque a Weiden in der Oberpfalz (Regno di Baviera) e fin da giovane la sua passione per la lingua turca e la storia ottomana lo portò a compiere studi approfonditi in quelle discipline. Prima di entrare nell'università, aveva già imparato la lingua persiana e quella ebraica.
Babinger completò il suo corso di laurea nell'Università Ludwig Maximilian di Monaco all'epoca della prima guerra mondiale, allo scoppio della quale si arruolò nelle forze armate germaniche. Per le sue conoscenze e la sua perizia linguistica, Babinger fu destinato a servire in Vicino Oriente, scampando così alla tremenda vita di trincea del fronte europeo.
Dopo la guerra, Babinger continuò i suoi studi nella Friedrich-Wilhelms Universität di Berlino, dove completò la sua tesi di abilitazione nel 1921, diventando Professore in quella stessa prestigiosa istituzione. Durante quel periodo pubblicò la sua Geschichtsschreiber der Osmanen und ihre Werke ("Gli storici dell'Impero ottomano e la loro opera"), che divenne subito il testo di riferimento dei turcologi di tutto il mondo occidentale e confermò la reputazione della Friedrich-Wilhelms Universität come centro-guida per gli studi vicino e medio-orientali.
L'ascesa del Nazismo al potere nelle libere elezioni del 1933 lo indusse ad abbandonare la propria posizione accademica. Tuttavia, lo statista, accademico ed erudita rumeno Nicolae Iorga, lui stesso rispettato storico dell'Impero ottomano, invitò Babinger a trasferirsi a Bucarest nella locale università, occupando una posizione che Babinger mantenne fin quando gli fu ordinato di lasciare il Paese ospite nel 1943.
Babinger riprese la sua carriera di docente dopo la fine della seconda guerra mondiale nell'Università di Monaco nel 1948 e lì rimase fino al 1958, anno del suo ritiro in pensione. Nel 1957 rese testimonianza sulle atrocità naziste perpetrate ai danni degli ebrei rumeni. Continuò nel suo lavoro fino alla sua morte accidentale mentre nuotava a Durazzo (Albania) a 76 anni.

## Opere
Babinger ha pubblicato numerosi articoli e saggi librari su una vasta gamma di argomenti. Babinger conosceva il turco, il rumeno e l'arabo, come la gran parte delle lingue europee che gli consentirono di dare maggior autorevolezza ai suoi lavori, per la possibilità di accedere alle fonti primarie e secondarie degli argomenti oggetto delle sue ricerche..
Come risultato della sua straordinaria reputazione scientifica, il suo capolavoro dedicato a Maometto II il Conquistatore fu pubblicato senza note relative alle fonti primarie da lui lette, e il volume che doveva accompagnarlo, contenente l'enorme numero di fonti da lui usate era sfortunatamente ancora incompleto al momento della sua morte. Ciò nonostante quell'opera rimane tutt'oggi il lavoro di riferimento ineludibile per chi si occupi di quelle tematiche. Le critiche avanzate dal Prof. Halil Inalcik dell'Università di Ankara rimasero quindi inespresse, in vista della pubblicazione relativa alle fonti sfruttate da Babinger.
Per volontà testamentaria, le sue carte e la sua biblioteca personale furono acquistate nel 1973 dalla Near East Section delle University of Washington Libraries, come completamento della loro collezione libraria di ottomanistica.

## Pubblicazioni principali
- Geschichtsschreiber der Osmanen und ihre Werke (1923)
- Mehmed der Eroberer und seine Zeit (1953)